# Attila Abonyi
Attila Abonyi, né le 16 août 1946 à Budapest en Hongrie et mort le 6 juillet 2023 en Nouvelle-Galles du Sud en Australie, est un footballeur et entraîneur australien. Il évoluait au poste d'attaquant.

## Biographie

### Carrière en équipe nationale
Attila Abonyi est international australien à 61 reprises (1967-1977) pour 25 buts inscrits. 
Il participe à la Coupe du monde 1974, où il joue deux matchs, l'Australie étant éliminée au premier tour.

## Palmarès
- Avec St. George-Budapest :
  - Vainqueur de la NSW Premier League en 1972 et 1976

- Avec Sydney Croatia :
  - Vainqueur de la NSW Premier League en 1977